# Тарасова, Наталья Кимовна
Ната́лья Ки́мовна Тара́сова ― российская певица. Народная артистка Российской Федерации (2008). Художественный руководитель Астраханской государственной филармонии.

## Биография
Наталья Тарасова родилась 8 марта 1957 года.
В 1979 году окончила Саратовскую государственную консерваторию имени Леонида Собинова, где занималась в классе заслуженного деятеля искусств России, профессора О. Н. Стрижовой.
С 1996 года работала в Астраханском государственном музыкальном театре, где служила до 2010 года. Вместе с театром гастролировала по России, в США, Дании, Англии, Болгарии, Китае.
В театре певица исполняла партии Розины в «Севильском цирюльнике» Джоаккино Россини, Марфы в «Царской невесте» Николая Римского-Корсакова, Виолетты в «Травиате» Джузеппе Верди, Констанции в «Похищении из Сераля» Моцарта, Адель в «Летучей мыши» Иоганна Штрауса, Иоланты в опере Чайковского, Эвредики «Орфея» Глюка. И во всех этих партиях Тарасова демонстрировала великолепное владение различными вокальными стилями: от старинного бельканто и венской (немецкой) школы до признанной во всем мире эталонной итальянской школы пения.
C 1997 года Тарасова начала работать в Астраханской государственной консерватории. Ей присвоено звание профессора кафедры сольного пения и оперной подготовки консерватории. Как музыкальный педагог подготовила 65 выпускников, из которых более тридцати человек стали лауреатами и дипломантами международных и российских конкурсов, все они успешно служат в театрах, концертных организациях России и за рубежом.
Наталья Кимовна внесла заметный вклад в пропаганду сочинений отечественных композиторов, она является авторским исполнителем вокального цикла композитора Елены Гохман на стихи Марины Цветаевой. Данный цикл был удостоен Государственной премии России.
В 2002 и 2010 годах Тарасова стала лауреатом Губернаторской премии в области вокального искусства имени Марии Петровны Максаковой. Награждена орденом «Служение искусству» за вклад в сохранение богатейшего культурного наследия России (2010).
За большой вклад в развитие российского песенного искусства Наталья Кимовна Тарасова была удостоена почётных званий «Заслуженная артистка Российской Федерации» в 1996 году, «Народная артистка Российской Федерации» в 2008 году.
В настоящее время является художественным руководителем Астраханской государственной филармонии.